# Renault Wind
De Renault Wind is een automodel van de Franse autoconstructeur Renault. De Wind is een auto van het type roadster.
Er was voor het eerst sprake van de Renault Wind in september 2004, toen werd op het autosalon van Genève een conceptauto met de naam Renault Wind voorgesteld. Pas meer dan vijf jaar later, op 2 februari 2010 kwam Renault met de mededeling dat de Wind daadwerkelijk in productie zou gaan. In Nederland is de Wind eind 2012 uit de prijslijsten gehaald wegens tegenvallende verkoopresultaten. In een aantal andere landen blijft de Wind nog wel leverbaar.

## Ontwerp

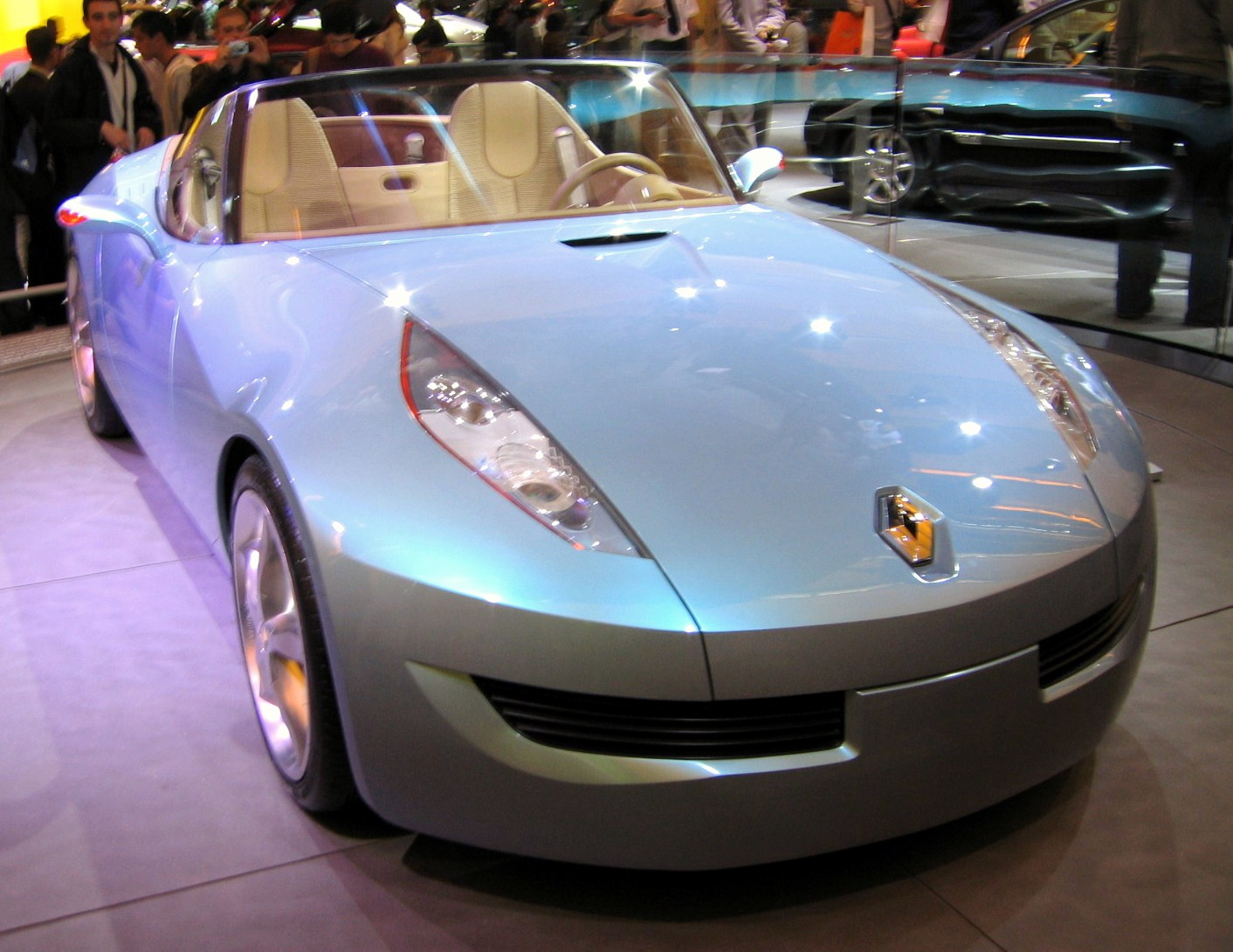
Renault Wind Concept

De productieversie van de Renault Wind verschilt sterk van het conceptmodel. Wat ze wel gemeen hebben is de speciale manier waarop het dak opent: het dak draait gewoon 180 graden naar achteren. Dankzij deze simpele techniek kan het dak geopend worden in 12 seconden. Een ander opvallend ontwerp-element van de auto is het blauwe accent in de koplampen.

In productie:
5 E-Tech · 
Arkana · 
Austral · 
Captur · 
Clio · 
Espace · 
Kadjar · 
Kangoo · 
Koleos · 
Master · 
Mégane · 
Mégane E-Tech · 
Rafale · 
Scenic E-Tech · 
Symbioz · 
Symbol · 
Trafic · 
Twingo · 
Twingo Electric · 
Zoe

Uit productie:
3 · 
4 · 
5 · 
6 · 
7 · 
8 · 
9 · 
10 · 
11 · 
12 · 
14 · 
15 · 
16 · 
17 · 
18 · 
19 · 
20 · 
21 · 
25 · 
30 · 
2CV · 
4CV · 
Avantime · 
Caravelle · 
Dauphine · 
Domaine · 
Estafette ·
Express · 
Floride · 
Fluence ·
Frégate · 
Fuego · 
Juvaquatre ·
Laguna · 
Latitude · 
Modus · 
Nervastella · 
Novaquatre · 
Ondine · 
Prairie · 
Primaquatre · 
Rodeo · 
Safrane · 
Savanne · 
Scénic · 
Spider · 
Talisman · 
Thalia · 
Twizy · 
Vel Satis · 
Vivasport · 
Vivastella · 
Wind